# Барановский (Приморский край)
Барано́вский — железнодорожная станция (тип населённого пункта) в Надеждинском районе Приморского края, входит в состав Раздольненского сельского поселения.

## География
Посёлок находится в излучине реки Раздольная, на расстоянии 40 км к северу от села Вольно-Надеждинское, административного центра района, и 60 км к северу от города Владивосток, административного центра края. К северу от посёлка, на противоположном берегу реки, находится потухший вулкан Барановский.

## История
В 2002—2011 годах посёлок носил название Барановская.

## Население
| 1889 | 1897 | 2002 | 2005 | 2008 | 2010 |
| ---- | ---- | ---- | ---- | ---- | ---- |
| 129  | ↗891 | ↘404 | ↗438 | ↘426 | ↗439 |

## Улицы
| - ул. Горная, - ул. Заозёрная, - ул. Рабочая, | - пер. Рабочий, - ул. Садовая, - ул. Тополиная. |

## Транспорт
В посёлке находится крупная железнодорожная станция Транссибирской магистрали — Барановский, от которой отходит ветка на Хасан и далее на Северную Корею.